# لیگ برتر فوتبال غنا
لیگ برتر غنا (به انگلیسی: Ghana Premier League) بالاترین سطح فوتبال حرفه‌ای در فوتبال غنا است. این لیگ به‌طور رسمی در سال ۱۹۵۶ تشکیل شد. پس از آخرین مسابقه باشگاه ساحل گلد در سال ۱۹۵۳، یک لیگ توسط اتحادیه فوتبال غنا برگزار شد و توسط این لیگ از سال ۲۰۰۱ تا ۲۰۱۰ در جایگه یازدهمین لیگ برتر آفریقا قرار داشت.  لیگ برتر غنا همچنین در دهه اول قرن بیست و یکم (۲۰۱۰–۲۰۰۱) در رتبه ۶۵ در بهترین لیگ‌های جهان قرار گرفت.